# Martin Claret
A Martin Claret é uma editora brasileira fundada na década de 1970 pelo jornalista gaúcho Martin Claret. É especializada em coleções de obras clássicas, internacionais e nacionais, lançadas em versões de bolso, sendo a sua série de livros mais conhecida a coleção A Obra-Prima de Cada Autor.

## Fundador
Martin Claret é um empresário, editor e jornalista brasileiro. Nasceu na cidade de Ijuí, Rio Grande do Sul. Presta consultoria a entidades culturais e ecológicas. Na indústria do livro inovou, criando o conceito do livro-clipping. É herdeiro universal da obra literária do filósofo e educador Huberto Rohden.[carece de fontes?]

## Controvérsias
Anos atrás, a editora vinha sofrendo diversas acusações de plágio provenientes de diversas traduções. Em 2000, ela respondeu a uma intimação judicial da Companhia das Letras, reconhecendo posteriormente ter usado uma parte das traduções de Modesto Carone para três novelas de Franz Kafka (1883–1924): A Metamorfose, Um Artista da Fome e Carta ao Pai. Já em 2007, por sua vez, a obra A República, de Platão, tinha a tradução assinada por Pietro Nassetti, enquanto na verdade o texto é uma adaptação com pequenas mudanças da tradução de Maria Helena da Rocha Pereira, uma das maiores especialistas portuguesas em Grécia Antiga. O editor Martin Claret, dono da Editora Martin Claret, admitiu que sua edição de A República é plágio da edição da Fundação Calouste Gulbenkian.
Há ainda a suspeita de que muitos outros livros da editora usem traduções plagiadas, já que poucos e desconhecidos nomes, como os de Alex Marins, Jean Melville e Alexandre Boris Popov assinam variados títulos publicados por ela. Um certo Pietro Nassetti teria traduzido Shakespeare, Maquiavel, Descartes, Rousseau, Voltaire, Schopenhauer, Balzac, Poe e muitos outros.
Em fevereiro de 2012 ainda existiam repercussões na mídia sobre as acusações de plágio, especificamente quanto à Fundação Biblioteca Nacional instalar uma comissão interna para verificar a remoção da editora do Cadastro Nacional de Livros de Baixo Preço.